# Kate Horn
Kate Horn, född 1826, död 1896, var en kanadensisk skådespelare och teaterdirektör. Hon var en populär artist 1845–1873 och förestod  Theatre Royal i Montréal 1873–1880. 
Hon var föräldralös, och gifte sig med skådespelaren John Buckland (d. 1873). 
Kate Horn debuterade i Charleston år 1842, och var engagerad vid Park Theatre i New York 1845-52, där hon tillhörde ensemblens stjärnor. Mellan 1852 och 1864 uppträdde hon regelbundet på Theatre Royal, Montréal i Kanada, där hennes make var direktör, under halva året och andra halvan i New York, och från 1864 var hon bosatt i Montreal. Hon tog över ledarskapet över Theatre Royal vid sin makes död 1873. 